# بلدة بوتنام (كانساس)
بلدة بوتنام هي بلدة في مقاطعة أندرسون، كانساس، الولايات المتحدة الأمريكية. اعتبارًا من تعداد 2010، كان عدد سكانها 305.

## التاريخ
تأسست بلدة بوتنام عام 1870. سميت باسم ليندر بوتنام.

## روابط خارجية
- US-Counties.com
- مدينة سيتي.كوم